# Stichting Nederlandse Lokale Publieke Omroepen
Stichting Nederlandse Lokale Publieke Omroepen (NLPO) is het landelijk coördinatie- en samenwerkingsorgaan voor de lokale publieke omroepen in Nederland. De organisatie ondersteunt lokale omroepen bij professionalisering, beleidsontwikkeling en kwaliteitsverbetering.

## Doel en Missie
De NLPO heeft als missie het versterken van de lokale democratie via een onafhankelijk, professioneel en maatschappelijk relevant lokaal media-aanbod. Lokale publieke omroepen vervullen hierin een belangrijke rol als waakhond van de lokale politiek, als platform voor lokale cultuur en als verbinder binnen gemeenschappen.

## Geschiedenis
De NLPO is voortgekomen uit de Organisatie van Lokale Omroepen in Nederland (OLON). Sinds 2015 fungeert de NLPO als zelfstandig orgaan dat verantwoordelijk is voor de ondersteuning van lokale publieke omroepen en de ontwikkeling van beleid gericht op professionalisering en streekomroepvorming.

## Activiteiten

### Streekomroepvorming
De NLPO begeleidt lokale omroepen bij hun overgang naar zogenaamde streekomroepen, grotere regionale entiteiten die lokale journalistiek en productiecapaciteit bundelen. In dit proces werkt de organisatie nauw samen met gemeenten, het Commissariaat voor de Media en andere stakeholders.

### Opleidingen en kenniscentrum
De NLPO biedt trainingen en workshops aan via haar kenniscentrum voor lokale media. Deze zijn gericht op journalistieke kwaliteit, bestuur, governance en technische ontwikkeling.

### MediaHub
De NLPO beheert de MediaHub 2.0, een platform voor distributie van radio- en tv-signalen van lokale omroepen naar landelijke aanbieders, zoals Ziggo en KPN. De MediaHub biedt ook streamingdiensten, monitoring en archivering.

## Bestuur
Sinds 1 mei 2025 is Eric Horvath directeur-bestuurder van de NLPO. Hij volgde Marc Visch op, die tussen 2017 en 2024 leiding gaf aan de organisatie. Visch trad in november 2024 aan als directeur-hoofdredacteur van RTV Drenthe.